# Montadaeum
Montadaeum is een geslacht van hooiwagens uit de familie Triaenonychidae.
De wetenschappelijke naam Montadaeum is voor het eerst geldig gepubliceerd door Lawrence in 1931. 

## Soorten
Montadaeum is monotypisch en omvat slechts de volgende soort:
- Montadaeum purcelli